# 丰坦
丰坦（法語：Fontain，法語發音：[fɔ̃tɛ̃]）是法国杜省的一个市镇，位于该省西部，属于贝桑松区。2019年，市镇阿尔居埃勒并入丰坦。

## 地理
丰坦（47°11'55"N, 6°1'34"E）面积21.25 平方千米，位于法国勃艮第-弗朗什-孔泰大區杜省，该省份为法国东部内陆省份，北起上索恩省，西接汝拉省，东部及东南部与瑞士接壤，东北部与贝尔福地区省接壤。
与丰坦接壤的市镇（或旧市镇、城区）包括：贝桑松、蒙特龙堡、莫尔、拉韦兹、伯尔、莱蒙龙、皮热。
丰坦的时区为UTC+01:00、UTC+02:00（夏令时）。

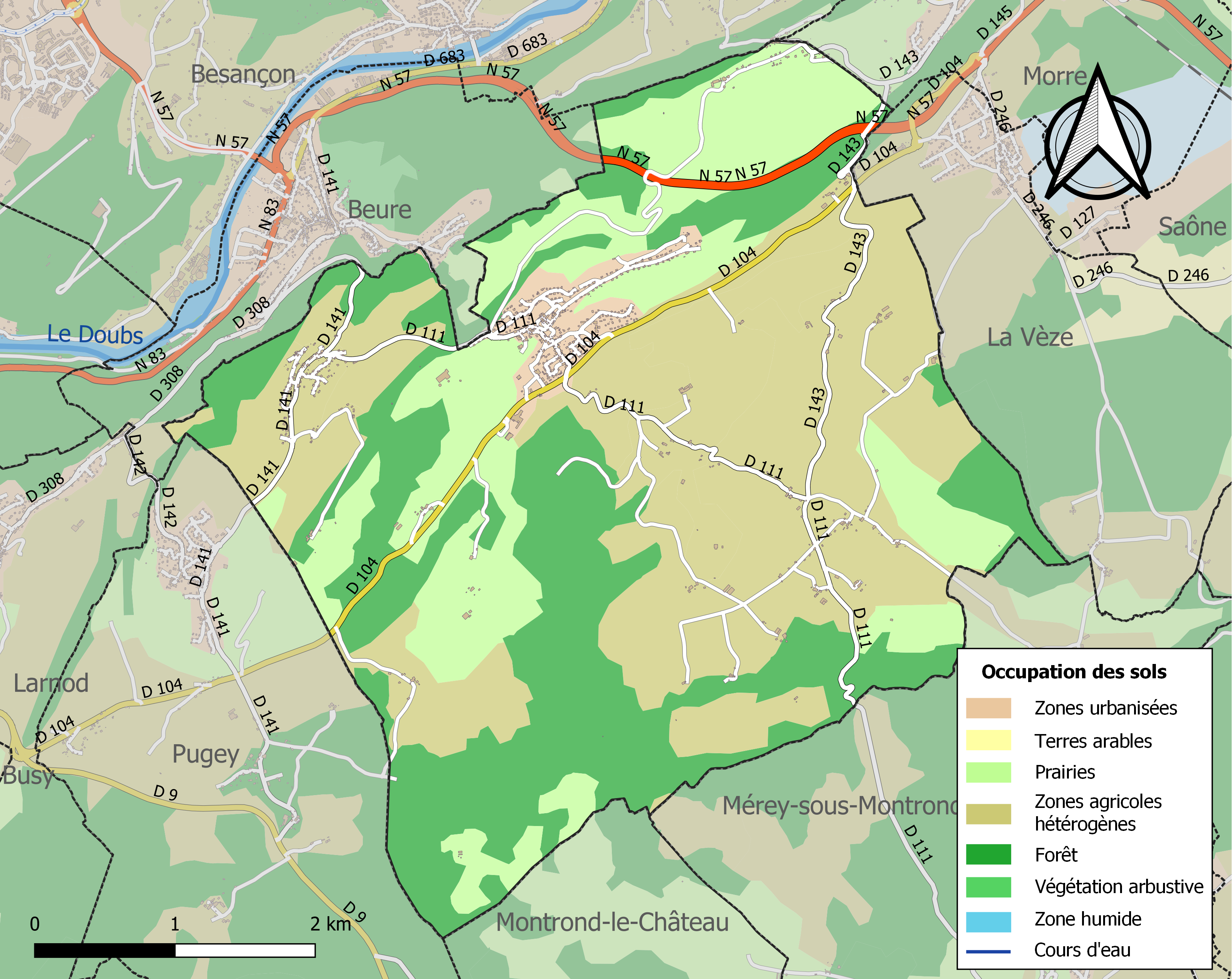
丰坦的OSM定位图

## 行政
丰坦的邮政编码为25660，INSEE市镇编码为25245。

## 政治
丰坦所属的省级选区为贝桑松第五县。

## 人口

1962-2008年间丰坦人口变化图示

丰坦于2022年1月1日时的人口数量为1200人。